# Ліс Крус (тенісистка)
Ліс Крус (ісп. Liz Cruz; нар. 21 липня 1985) — колишня сальвадорська тенісистка.
Найвищу одиночну позицію світового рейтингу — 805 місце досягла 26 квітня 2004, парну — 656 місце — 12 квітня 2004 року.
Завершила кар'єру 2009 року.

## Фінали ITF (0–2)

### Парний розряд (0–2)
| Легенда          |
| ---------------- |
| Турніри $100,000 |
| Турніри $75,000  |
| Турніри $50,000  |
| Турніри $25,000  |
| Турніри $10,000  |

| Фінали за покриттям |
| ------------------- |
| Тверде (0–0)        |
| Ґрунт (0–2)         |
| Трава (0–0)         |
| Килим (0–0)         |

| Результат | Дата            | Категорія | Турнір                                  | Покриття | Партнерка       | Суперниці                        | Рахунок       |
| --------- | --------------- | --------- | --------------------------------------- | -------- | --------------- | -------------------------------- | ------------- |
| Поразка   | 16 вересня 2002 | 10,000    | Санто-Домінго, Домініканська Республіка | Ґрунт    | Ана Осоріо      | Emma Zuleta Hilda Zuleta Cabrera | 4–6, 4–6      |
| Поразка   | 6 жовтня 2003   | 10,000    | Сан-Сальвадор, Сальвадор                | Ґрунт    | Марсела Родесно | Соледад Есперон Флавія Міґнола   | 4–6, 6–2, 2–6 |

## Участь у Кубку Федерації

### Одиночний розряд
| Розіграш                            | Дата           | Місце              | Супротивник        | Покриття | Суперниця               | W/L | Рахунок       |
| ----------------------------------- | -------------- | ------------------ | ------------------ | -------- | ----------------------- | --- | ------------- |
| 2002 Fed Cup Americas Zone Group II | 14 травня 2002 | Гавана, Куба       | Bermuda            | Тверде   | Zarah De Silva          | W   | 6–2, 6–0      |
| 2002 Fed Cup Americas Zone Group II | 15 травня 2002 | Гавана, Куба       | Chile              | Тверде   | Carolina Aravena        | W   | 6–1, 2–6, 6–2 |
| 2002 Fed Cup Americas Zone Group II | 16 травня 2002 | Гавана, Куба       | Bolivia            | Тверде   | Mónica Poveda           | L   | 4–6, 6–7      |
| 2002 Fed Cup Americas Zone Group II | 17 травня 2002 | Гавана, Куба       | Dominican Republic | Тверде   | Ґленні Сепеда           | W   | 6–3, 5–7, 6–2 |
| 2002 Fed Cup Americas Zone Group II | 18 травня 2002 | Гавана, Куба       | Panama             | Тверде   | Yimara Figueroa         | W   | 6–1, 6–1      |
| 2003 Fed Cup Americas Zone Group I  | 23 квітня 2003 | Кампінас, Бразилія | Cuba               | clay     | Янет Нуньєс Мохарена    | L   | 6–2, 4–6, 1–6 |
| 2003 Fed Cup Americas Zone Group I  | 24 квітня 2003 | Кампінас, Бразилія | Бразилія           | clay     | Марія Фернанда Алвеш    | L   | 1–6, 1–6      |
| 2003 Fed Cup Americas Zone Group I  | 25 квітня 2003 | Кампінас, Бразилія | Paraguay           | clay     | Amanda Melgarejo        | W   | 6–1, 6–4      |
| 2003 Fed Cup Americas Zone Group I  | 26 квітня 2003 | Кампінас, Бразилія | Canada             | clay     | Морін Дрейк             | L   | 0–6, 0–6      |
| 2004 Fed Cup Asia/Oceania Zone I    | 20 квітня 2004 | Баїя, Бразилія     | Puerto Rico        | Ґрунт    | Вільмаріє Кастельві     | L   | 2–6, 1–6      |
| 2004 Fed Cup Asia/Oceania Zone I    | 21 квітня 2004 | Баїя, Бразилія     | Mexico             | Ґрунт    | Даніела Муньос Галлегос | L   | 5–7, 2–6      |
| 2004 Fed Cup Asia/Oceania Zone I    | 22 квітня 2004 | Баїя, Бразилія     | Colombia           | Ґрунт    | Карен Кастібланко       | W   | 6–3, 6–1      |
| 2004 Fed Cup Asia/Oceania Zone I    | 23 квітня 2004 | Баїя, Бразилія     | Canada             | Ґрунт    | Марі-Ев Пеллетьє        | L   | 2–6, 4–6      |